# Hymenochaete vagans
Hymenochaete vagans är en svampart som beskrevs av Petch 1945. Hymenochaete vagans ingår i släktet Hymenochaete och familjen Hymenochaetaceae.   Inga underarter finns listade i Catalogue of Life.